# Nycteris parisii
Nycteris parisii là một loài động vật có vú trong họ Nycteridae, bộ Dơi. Loài này được De Beaux mô tả năm 1924.